# Општина Лелешти (Горж)
Лелешти (рум. Leleşti) општина је у Румунији у округу Горж.
Oпштина се налази на надморској висини од 296 m.